# Manik Sarkar

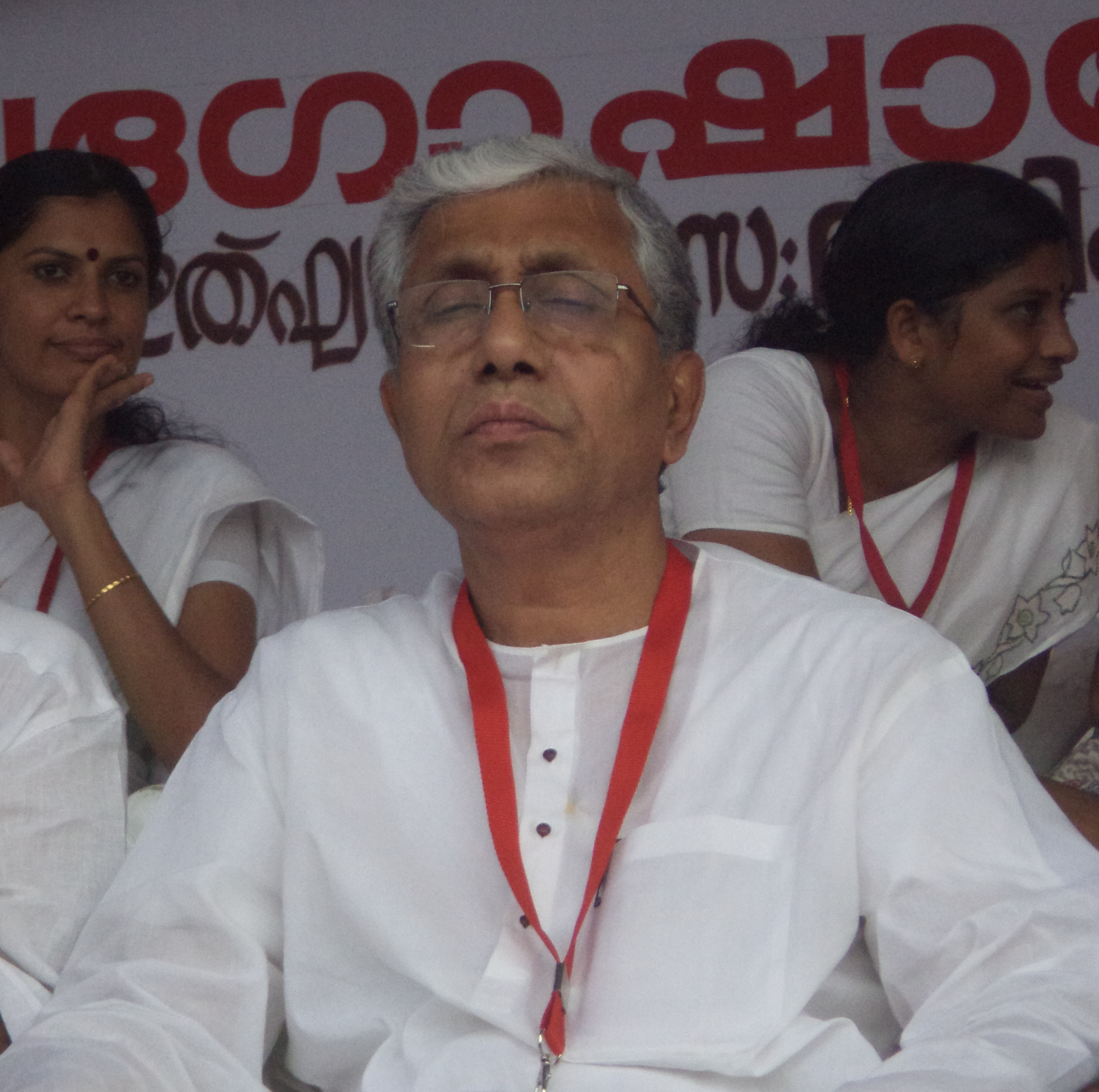
Manik Sarkar

Manik Sarkar, född 1949, är en indisk politiker och chefsminister (Chief Minister) i delstaten Tripura. Han är medlem i politbyrån i Communist Party of India (Marxist) och har tidigare varit ledare inom sitt partis studentförbund, Students Federation of India.